# 孙氏世德堂
孙氏世德堂，是中國浙江省湖州市南浔区菱湖镇东栅世德堂弄，由孙氏建于清同治年间。菱湖孙氏是当地望族，孙在丰是康熙九年（1670年）的榜眼，孙辰东是乾隆三十七年（1772年）的榜眼。世德堂是孙氏家族的堂号，包括三轴五进，由前楼、大厅、后楼组成，梁柱用材硕大。现已沦为残破的居民大杂院。2003年1月20日公布为第六批湖州市文物保护单位。